# Regno di Macedonia
Il Regno di Macedonia (in greco antico: Μακεδονία?, Makedonìa) è stato un regno del mondo antico, che si trovava nella parte meridionale della Penisola balcanica; originariamente il suo territorio corrispondeva all'omonima regione collocata nella parte nord-orientale dell'antica Grecia tra l'Epiro a ovest, la Tracia a est, la Peonia a nord e la Tessaglia a sud.
Fondato, secondo la tradizione, agli inizi dell'VIII secolo a.C. dal mitico re Carano, con Filippo II (che fu sovrano dal 359 al 336 a.C.), il Regno di Macedonia iniziò la sua ascesa da piccolo Stato periferico fino a raggiungere il dominio di tutta la Grecia. Grazie al figlio di Filippo, Alessandro Magno (re dal 336 a.C. al 323 a.C.), il regno si trasformò in un impero che si estendeva dalla penisola ellenica fino al fiume Indo e comprendeva i territori occidentali di quello che era stato l'Impero achemenide, per un totale di 5,2 milioni di km².
Alla morte di Alessandro Magno, l'Impero macedone si disgregò nei regni ellenistici, governati dai Diadochi, i "successori" del re. Alcuni di essi diedero inizio, nelle regioni da loro governate, a delle dinastie di stirpe macedone che avrebbero regnato per secoli, come la dinastia seleucide nell'omonimo impero, che perdurò fino alla deposizione di Filippo II Filoromeo per opera di Pompeo nel 63 a.C., e la dinastia tolemaica in Egitto, che rimase sul trono sino alla morte di Cleopatra nel 30 a.C.
Alla morte di Alessandro IV, figlio del Magno e ultimo rappresentante della dinastia argeade, il Regno di Macedonia fu governato dapprima dalla dinastia antipatride e poi da quella antigonide, pur con le brevi (288-279 a.C.) parentesi dei regni di Pirro, Lisimaco e Tolomeo Cerauno.
Con la battaglia di Pidna (168 a.C.), il regno fu conquistato dalla Repubblica romana, che lo annesse definitivamente nel 148 a.C., dopo aver domato la breve riscossa dell'ultimo re macedone Andrisco (Filippo VI) e trasformato la Macedonia in una provincia.

## Nome

Il Sole di Vergina, la stella a 16 raggi posta sullo scrigno dorato rinvenuto durante gli scavi nelle tombe dei re macedoni, a Verghina. Viene ritenuto dalla maggior parte degli storici l'emblema del Regno di Macedonia.

Il nome "Macedonia" in greco antico: Μακεδονία?, Makedonìa deriva dal termine greco makedonòs (makednòs), che significa "uomo alto", vocabolo possibilmente descrittivo degli antichi abitanti della regione.

## Storia

### Origini e leggenda

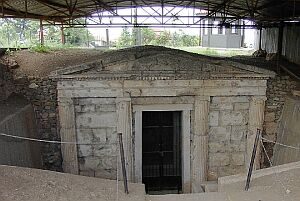
Entrata a una delle tombe reali di Verghina, la prima capitale macedone

In origine, la Macedonia era anche chiamata Emazia (dal nome di un leggendario re chiamato Emazio) e le sue origini sono leggendarie. Secondo la tradizione riportata da Eusebio, il primo mitico sovrano, Carano, fondò il regno nell'VIII secolo a.C., in una data precedente alla prima Olimpiade (776 a.C.) e regnò per 30 anni. Secondo Giustino, che a sua volta cita Marsia, fu lo stesso Carano a fare di Aigai (l'odierna Verghina) la capitale del regno, cambiando alla città il nome originario, che era Edessa.
Secondo un'altra tradizione, agli inizi del VII secolo a.C. Perdicca I arrivò nella regione da Argo e si insediò sul trono, fondando la dinastia argeade (dal nome della città Argo). Erodoto riporta che questa tradizione derivava dal fatto che Alessandro I voleva confermare con questa leggenda l'origine greca della sua casata in modo da poter partecipare alle Olimpiadi, che erano riservate esclusivamente agli atleti di origine greca. Gli Hellanodikai (i giudici olimpici) accettarono questa tradizione e permisero ad Alessandro di partecipare ai giochi - secondo alcuni storici moderni, non per un convincimento effettivo, ma come ricompensa per il suo aiuto strategico durante la seconda guerra persiana al fianco della coalizione ellenica. Alessandro aveva infatti avvertito i comandanti greci dell'imminente attacco dell'esercito achemenide prima della battaglia di Platea e inoltre aveva annientato le truppe persiane superstiti, che erano riuscite a riparare nei pressi di Anfipoli dopo la sconfitta.
Il Regno di Macedonia era in origine situato in una fertile pianura alluvionale, bagnata dai fiumi Aliacmone e Assio, a nord del Monte Olimpo e comprendeva solamente la cosiddetta Macedonia Inferiore. Col regno di Alessandro I, i Macedoni iniziarono l'espansione a nord nella cosiddetta Macedonia Superiore, annettendo la Lincestide e l'Elimiotide e a ovest, oltre il fiume Assio, annettendo l'Eordia, la Bottiea e la Migdonia, regioni che a quel tempo erano in mano alle tribù traciche.
A nord della Macedonia vivevano diversi popoli di etnia non ellenica, come i Peoni, i Traci e gli Illiri, coi quali il Regno di Macedonia si trovò spesso in conflitto. A sud si trovavano invece i Tessali, coi quali i Macedoni avevano diverse affinità culturali e politiche, mentre a ovest vi era l'Epiro, Paese che per secoli ebbe relazioni pacifiche con la Macedonia, e suo alleato nella lotta contro le scorrerie illire del IV secolo a.C.

### Rapporti con le polis della Grecia classica

La Macedonia durante la guerra del Peloponneso (431 a.C. circa)

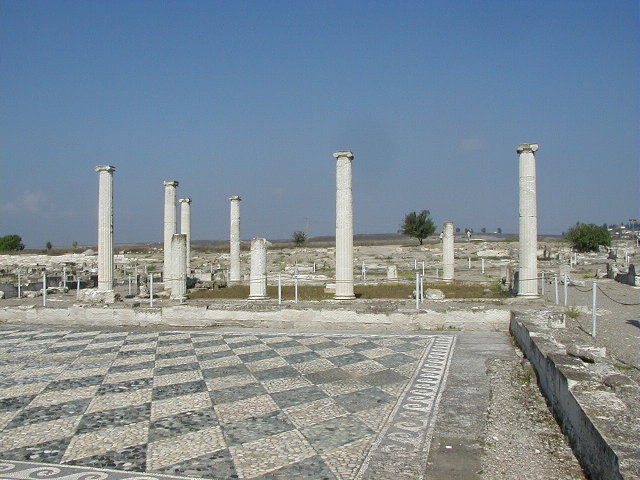
Atrio con mosaico a Pella, capitale macedone a partire dal 399 a.C. circa

Durante la guerra del Peloponneso (431-404 a.C.) la Macedonia alternò il sostegno a Sparta e ad Atene. Una volta concluso il conflitto tra le due poleis, Archelao I spostò la capitale da Aigai a Pella (399 a.C.) e, dopo alcuni anni di turbolente lotte per la successione, fu il nuovo re Aminta III (sul trono dal 393 al 370 a.C.) a unificare lo Stato, pur mantenendo forti contrasti con gli allevatori di bestiame delle pianure costiere e con le famiglie tribali delle zone interne, alleate con la famiglia reale attraverso matrimoni dinastici.
Prima della formazione della Lega di Corinto (337 a.C.) da parte del re Filippo II, i Macedoni, anche se probabilmente parlavano un dialetto di origine greca, non erano considerati dalle poleis del sud come un popolo di cultura e tradizione ellenica ma dei "barbari", soprattutto per il fatto che non adottavano una forma di governo democratica o aristocratica basata sulle città-Stato, ma una monarchia assoluta.
Nel corso del IV secolo a.C., la Macedonia entrò in maggiore contatto con le poleis del sud, coniugando la cultura classica con le tradizioni arcaiche, come la poligamia dei re e la persistenza della monarchia ereditaria, che deteneva un potere assoluto, pur mitigato dall'aristocrazia terriera e disturbato dalle lotte intestine fra gli stessi membri della famiglia reale.

### Ascesa del Regno di Macedonia

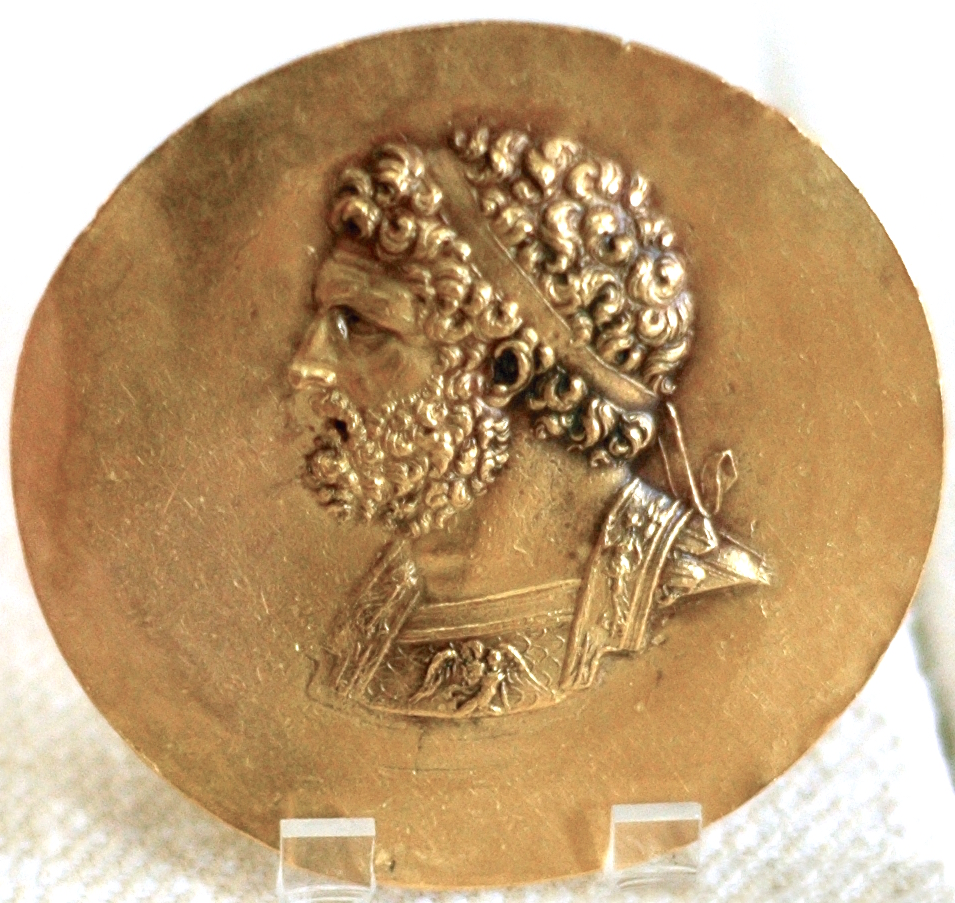
Filippo II, re di Macedonia dal 359 al 336 a.C.

Aminta III ebbe tre figli dalla moglie Euridice: i primi due, Alessandro II e Perdicca III, regnarono solo per poco tempo, mentre il figlio minorenne di quest'ultimo, Aminta IV, fu deposto dal terzo figlio di Aminta, Filippo II di Macedonia (359-336 a.C.), che salì sul trono portando la Macedonia al dominio dell'antica Grecia e all'annessione di territori della Tracia, dell'Illiria, della Pelagonia e di parte della Peonia.

Regno di Macedonia alla morte di Filippo

Filippo II migliorò l'esercito macedone introducendo diverse variazioni alla tradizionale armata oplitica per renderla più efficace. Fece allungare le picche e introdusse la cosiddetta falange macedone. Inoltre introdusse gli eteri, i cavalieri con armatura pesante.
Dapprima Filippo fece guerra agli Illiri, guadagnandosi il prestigio di un grande guerriero e rendendo sicuri i confini settentrionali del regno. Successivamente, rivolse le sue mire espansionistiche verso est, conquistando la città di Anfipoli, che controllava l'accesso via terra alla Tracia ed era famosa per le sue miniere d'argento. Anfipoli faceva parte della Lega delio-attica ed era quindi nell'orbita di Atene, che però non intervenne in opposizione all'espansione del potere della Macedonia perché già impegnata nella guerra degli alleati (357-355 a.C.). Dopo la conquista di Anfipoli, Filippo II mosse guerra alla Tessaglia, conquistandone la gran parte dei territori.
Il controllo della Tessaglia portò Filippo II a essere sempre più coinvolto nella politica della Grecia centrale. Nel 356 a.C. scoppiò la terza guerra sacra tra la Focide e Tebe e i loro rispettivi alleati. I Tebani chiesero aiuto a Filippo II e le truppe tebano-macedoni sconfissero i Focesi e i loro alleati ateniesi nella battaglia dei Campi di Croco, che portò il Regno di Macedonia in una posizione di egemonia nella lega anfizionica.
Nel successivo conflitto con Atene, Filippo tentò di impadronirsi di Bisanzio e del Bosforo, in modo da tagliar fuori i nemici dai rifornimenti di grano, ma l'assedio di Bisanzio fallì. In ogni caso, gli Ateniesi si resero conto del grave pericolo che Filippo II rappresentava per loro e, sotto la spinta di Demostene, organizzarono una coalizione in funzione anti-macedone di molte delle città-Stato greche, inclusa Tebe, che in precedenza era stata alleata di Filippo II. L'esercito greco si scontrò con le truppe macedoni nella decisiva battaglia di Cheronea, che vide Filippo II trionfare, ponendo quindi il sovrano di Macedonia in una posizione di indiscutibile egemonia dell'intera Grecia.

### Impero macedone

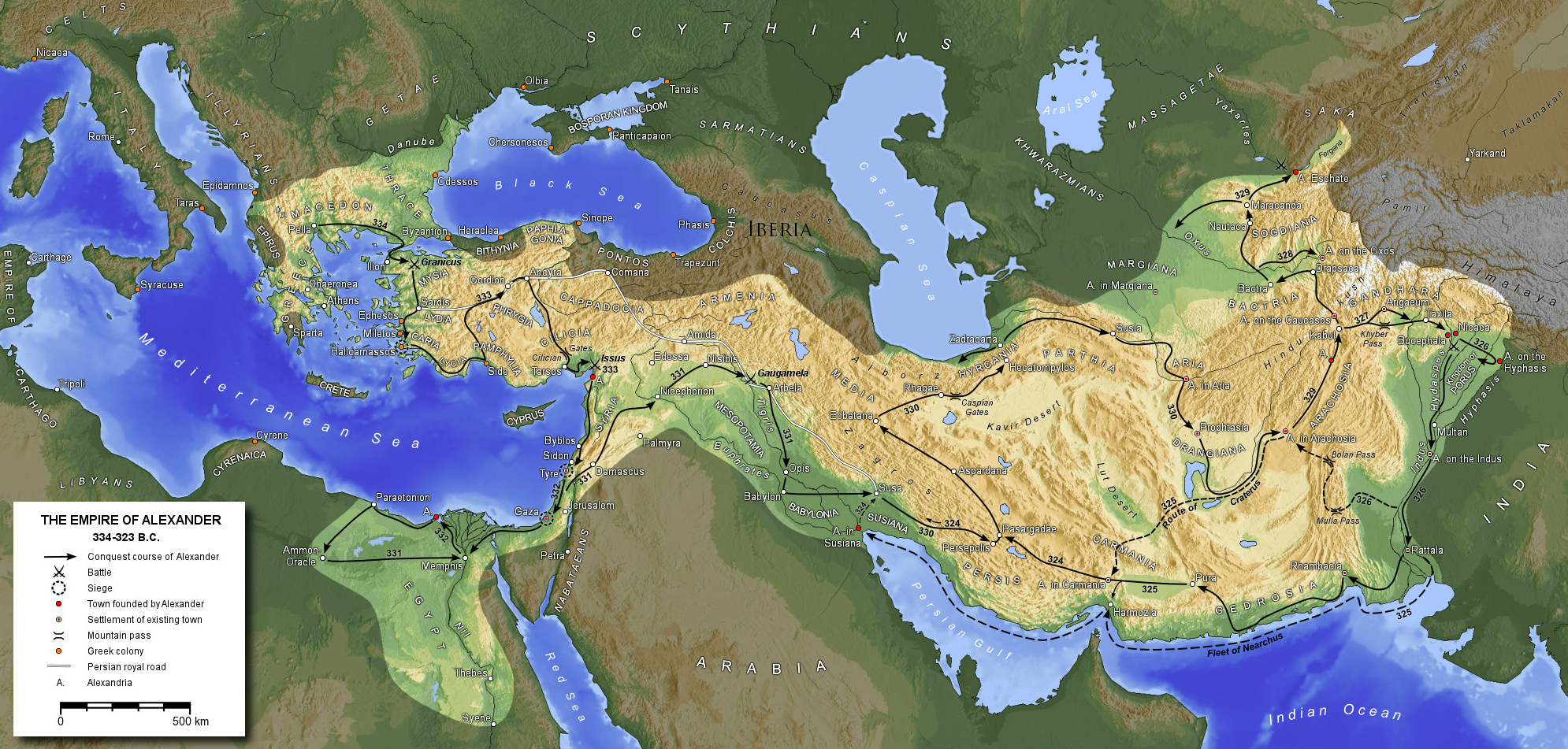
L'impero di Alessandro al tempo della sua massima espansione

Filippo II fu assassinato nel 336 a.C. da Pausania di Orestide, una delle sue guardie del corpo e il trono passò al figlio Alessandro, che estese l'egemonia macedone sull'Impero achemenide, effettuando una spedizione vittoriosa in Asia (334-323 a.C.), che lo portò a formare un impero che si estendeva dalla Grecia centrale fino all'Egitto e all'India.

### Era ellenistica
Immediatamente dopo la morte improvvisa del sovrano (323 a.C.) l'impero di Alessandro si disgregò in molteplici satrapie, ognuno delle quali era retta da un diadoco, ovvero una guardia del corpo del defunto re o uno dei comandanti dell'esercito macedone. I diadochi erano stati nominati a tale scopo dal reggente Perdicca, la guardia di Alessandro al quale il re, in punto di morte, aveva consegnato l'anello. Con la distribuzione dei territori dell'impero ai militari più fedeli ad Alessandro, Perdicca intendeva facilitare la conservazione dell'integrità del regno per l'eventuale figlio del re, Alessandro IV, che a quel tempo doveva ancora nascere, ma ottenne il risultato opposto, ovvero la frammentazione dell'impero nei regni ellenistici.
La frammentazione politica non impedì però la diffusione della lingua e della cultura greca in tutti i territori del vasto impero, dando inizio al cosiddetto Ellenismo.
Durante la spartizione dell'impero, Perdicca aveva confermato Antipatro come stratego d'Europa, ovvero capo di Stato della Macedonia e della Grecia, in spregio alla decisione che aveva preso Alessandro poco prima di morire di sostituirlo con Cratero, ma il titolo di re di Macedonia apparteneva contemporaneamente ad Alessandro IV e al fratellastro di Alessandro Magno, Filippo Arrideo.
Le guerre dei Diadochi portarono alla modifica degli assetti dello scacchiere geopolitico tratteggiato da Perdicca, che trovò egli stesso la morte nella ribellione del suo esercito, e alla scomparsa di entrambi i re: Alessandro IV, fatto assassinare da Cassandro figlio di Antipatro e nuovo re di Macedonia, e Filippo, che subì identica sorte per volere di Olimpiade d'Epiro madre di Alessandro Magno.
La morte dei familiari di Alessandro estinse la dinastia argeade, che aveva regnato per mezzo millennio, e portò al trono dapprima quella antipatride, che mantenne il controllo del regno per soli otto anni, e poi quella antigonide, che regnò dal 294 al 167 a.C., pur con gli intermezzi dei regni di Lisimaco e di Pirro (288-281 a.C.), di quello di Tolomeo Cerauno (281-279 a.C.) e del periodo di anarchia e di lotta alla successione che ne seguì (279-273 a.C.). Antigono II Gonata riuscì infine a riunificare e pacificare il regno, anche se non su tutta la Grecia.

### Conflitto con Roma

Il Regno di Macedonia di Filippo V al termine della prima guerra macedonica (205 a.C.)

Durante i regni di Filippo V (221-179 a.C.) e di suo figlio Perseo, il Regno di Macedonia si scontrò con la Repubblica romana. Il casus belli fu, nel contesto della seconda guerra punica, l'alleanza di Filippo V con Annibale, vincitore a Canne sull'esercito romano. La prima guerra macedonica (215-205 a.C.) si risolse senza né vinti né vincitori con la pace di Fenice (205 a.C.).
La seconda guerra macedonica (200-196 a.C. vide invece la netta vittoria romana nella battaglia di Cinocefale (197 a.C.) per opera del proconsole Tito Quinzio Flaminino e la conseguente proclamazione della libertà della Grecia dal dominio macedone da parte dello stesso magistrato (196 a.C.), mentre la potenza del Regno di Macedonia e i suoi confini venivano notevolmente ridimensionati.
Perseo, il figlio di Filippo V volle potenziare l'esercito e iniziò una politica aggressiva nei confronti della Grecia. I Romani reagirono scatenando la terza guerra macedonica (171-168 a.C.), che si concluse con la battaglia di Pidna e la disfatta delle truppe macedoni per opera del console Lucio Emilio Paolo Macedonico. Lo stesso Perseo si arrese ai Romani, fu deposto e deportato in territorio romano, dove morì in prigionia. La Macedonia fu suddivisa in quattro repubbliche fedeli a Roma.
Qualche anno dopo Andrisco, proclamatosi re di Macedonia col nome di Filippo VI, sollevò la Macedonia contro Roma e intraprese la quarta guerra macedonica (149-148 a.C.). Andrisco fu sconfitto da Quinto Cecilio Metello Macedonico a Pidna (148 a.C.) e il Regno di Macedonia perse definitivamente l'indipendenza: divenne infatti una provincia della Repubblica romana.
Tra il 65 a.C. e il 30 a.C. Roma conquistò l'Impero seleucide e l'Egitto, estinguendo così le ultime dinastie di stirpe macedone che si erano instaurate in questi territori in conseguenza della spartizione dell'impero di Alessandro Magno.

## Il re
Il re (in greco antico: βασιλεύς?, basiléus) di Macedonia era la suprema autorità politica e militare dello Stato. Il titolo va inteso nel suo aspetto arcaico, in analogia ai re omerici (basileus, anax). La regalità doveva essere in ogni caso confermata dall'assemblea degli uomini in armi, che traeva le sue origini dagli antichi "amici", o "eteri" in greco antico: Ἑταῖροι?, Hetâiroi) del re, coloro che potevano combattere al suo fianco e assicurare così la difesa della comunità. L'importanza degli "amici" del re è confermata dal fatto che la successione al trono, pur seguendo di solito la linea della primogenitura, richiedeva la conferma dell'assemblea.